# Elecciones parciales de Panamá de 2014
Las elecciones parciales en Panamá de 2014 fueron una serie de votaciones extraordinarias que se realizaron entre el 16 de noviembre y el 21 de diciembre de 2014, para elegir nuevamente algunos cargos que fueron detectados con irregularidades en la votación general del 4 de mayo de 2014, y que fueron impugnados a través del Tribunal Electoral, quien anuló la votación anterior en algunos circuitos electorales. En estas elecciones se disputaron 11 escaños de la Asamblea Nacional, dos alcaldías y ocho representantes de corregimiento.
Las impugnaciones han sido en contra de candidatos de los partidos Cambio Democrático (CD) y del Movimiento Liberal Republicano Nacionalista (Molirena), que habían resultado electos en la consulta anterior. En las impugnaciones, se ha descubierto el uso de los candidatos de fondos del Estado para prebendas a los votantes, cuando Cambio Democrático fue el partido gobernante durante las elecciones de mayo.

## Elecciones

### 16 de noviembre
- Diputado Circuito 7-1 (Distrito de Las Tablas, Guararé, Pocrí y Pedasí): Elección parcial (15 mesas). Un escaño a la Asamblea Nacional.[3]

### 23 de noviembre
- Diputado Circuito 2-4 (Distrito de Aguadulce): Elección total (78 mesas). Un escaño a la Asamblea Nacional.[4]
- Corregimiento de Alcalde Díaz: Elección parcial (una mesa). Representante de corregimiento.[5]
- Corregimiento de El Cristo: Elección total (10 mesas). Representante de corregimiento.[6]

### 30 de noviembre
- Diputado Circuito 7-2 (Distrito de Los Santos, Macaracas y Tonosí): Elección parcial (15 mesas). Un escaño a la Asamblea Nacional.[5]
- Corregimiento de El Cedro: Elección total (dos mesas). Representante de corregimiento.[7]

### 14 de diciembre
- Diputado Circuito 4-1 (Distrito de David): Elección parcial (245 mesas). Dos escaños a la Asamblea Nacional (se vetó participación del Partido Revolucionario Democrático (PRD), ya que el Tribunal Electoral le reconoció el tercer escaño del circuito a un diputado de dicho partido, y con el fin de evitar doble voto a favor del PRD).[8]
- Corregimiento de Las Lomas. Elección total (31 mesas). Representante de corregimiento.

### 21 de diciembre
- Diputado Circuito 2-1 (Distrito de Penonomé): Elección parcial (208 mesas). Un escaño a la Asamblea Nacional (se vetó participación del Partido Revolucionario Democrático (PRD), ya que el Tribunal Electoral le reconoció el segundo escaño del circuito a un diputado de dicho partido, y con el fin de evitar doble voto a favor del PRD).[9]
- Diputado Circuito 4-5 (Distrito de Boquete, Dolega y Gualaca): Elección total (106 mesas). Un escaño a la Asamblea Nacional.[10]
- Diputado Circuito 4-6 (Distrito de San Félix, San Lorenzo, Remedios y Tolé): Elección total (63 mesas). Un escaño a la Asamblea Nacional.[10]
- Diputado Circuito 6-1 (Distrito de Chitré): Elección total (85 mesas). Un escaño a la Asamblea Nacional.[10]
- Diputado Circuito 9-1 (Distrito de Santiago): Elección parcial (165 mesas). Un escaño a la Asamblea Nacional (se vetó participación del Partido Revolucionario Democrático (PRD), ya que el Tribunal Electoral le reconoció el segundo escaño del circuito a un diputado de dicho partido, y con el fin de evitar doble voto a favor del PRD).[9]
- Diputado Circuito 9-2 (Distrito de La Mesa, Las Palmas, Soná): Elección total (167 mesas). Un escaño a la Asamblea Nacional.
- Alcalde del distrito de Santiago: Elección total (165 mesas). Alcalde.[9]
- Alcalde del distrito de La Chorrera: Elección total (265 mesas). Alcalde.
- Corregimiento de Jaramillo: Elección total. Representante de corregimiento.[10]
- Corregimiento de Quebrada de Piedra: Elección total. Representante de corregimiento.[10]
- Corregimiento de El Puerto: Elección total. Representante de corregimiento.[10]
- Corregimiento de Playa Leona: Elección total (13 mesas). Representante de corregimiento.

## Resultados
A pesar de las irregularidades que dieron como consecuencia la anulación de las elecciones, a nivel parlamentario el CD logró retener la mitad de las curules impugnadas (cinco de 10) y el Molirena mantuvo su curul impugnada. El oficialista Partido Panameñista consiguió cuatro escaños y el Partido Revolucionario Democrático (que mantiene una alianza parlamentaria con los panameñistas) consiguió uno.
A diferencia de los resultados de mayo de 2014, donde el CD se convirtió en el principal bloque, tras las elecciones parciales el PRD se convirtió en la bancada más grande (con 26 diputados), seguidos del CD (con 25 diputados) y los panameñistas (con 16). Ningún bloque se constituye en mayoría en la Asamblea Nacional.

### Resultados de diputados
| Unidos por más cambios                                                            | Unidos por más cambios                                 | 21 | 27 |
|                                                                                   | Cambio Democrático (CD)                                | 20 | 25 |
|                                                                                   | Movimiento Liberal Republicano Nacionalista (MOLIRENA) | 1  | 2  |
| Partido Revolucionario Democrático                                                | Partido Revolucionario Democrático                     | 25 | 26 |
|                                                                                   | Partido Revolucionario Democrático (PRD)               | 25 | 26 |
| El Pueblo Primero                                                                 | El Pueblo Primero                                      | 13 | 17 |
|                                                                                   | Partido Panameñista (PAN)                              | 12 | 16 |
|                                                                                   | Partido Popular (PP)                                   | 1  | 1  |
| Independiente                                                                     | Independiente                                          | 1  | 1  |
|                                                                                   | Independiente                                          | 1  | 1  |
| Frente Amplio por la Democracia                                                   | Frente Amplio por la Democracia                        | 0  | 0  |
|                                                                                   | Frente Amplio por la Democracia (FAD)                  | 0  | 0  |
| Total                                                                             | Total                                                  | 60 | 71 |
| Fuente: Telemetro Panamá Archivado el 23 de diciembre de 2014 en Wayback Machine. |                                                        |    |    |

| Candidatos                                                                                   | Partidos                                    | Votos  | %     |
| -------------------------------------------------------------------------------------------- | ------------------------------------------- | ------ | ----- |
| Tito Afú (previamente impugnado)                                                             | Cambio Democrático                          | 14 358 | 44,64 |
| Ovidio Díaz Espino                                                                           | Partido Revolucionario Democrático          | 13 941 | 43,34 |
| C. Sánchez                                                                                   | Partido Panameñista y Partido Popular       | 3375   | 10,49 |
| Sergio Iván Díaz                                                                             | Movimiento Liberal Republicano Nacionalista | 491    | 1,53  |
| Total de votos válidos                                                                       | Total de votos válidos                      | 32 164 |       |
| En blanco                                                                                    | En blanco                                   | 1112   | 3,31  |
| Nulos                                                                                        | Nulos                                       | 299    | 0,89  |
| Total (Participación: 87,24 %)                                                               | Total (Participación: 87,24 %)              | 33 575 |       |
| Fuente: Tribunal Electoral de Panamá Archivado el 5 de diciembre de 2014 en Wayback Machine. |                                             |        |       |

| Candidatos                                                                                    | Partidos                                    | Votos  | % |
| --------------------------------------------------------------------------------------------- | ------------------------------------------- | ------ | - |
| Noriel Salerno (previamente impugnado)                                                        | Cambio Democrático                          | 8706   |   |
| Omar Cornejo                                                                                  | Partido Panameñista y Partido Popular       | 7703   |   |
| Ernesto Villareal                                                                             | Movimiento Liberal Republicano Nacionalista | 2139   |   |
| Alirio Prado                                                                                  | Independiente                               | 49     |   |
| Hermes Macías Rodríguez                                                                       | Frente Amplio por la Democracia             | 10     |   |
| Total de votos válidos                                                                        | Total de votos válidos                      | 18 607 |   |
| En blanco                                                                                     | En blanco                                   | 172    |   |
| Nulos                                                                                         | Nulos                                       | 152    |   |
| Total (Participación: 56,6 %)                                                                 | Total (Participación: 56,6 %)               | 18 931 |   |
| Fuente: Tribunal Electoral de Panamá Archivado el 22 de diciembre de 2014 en Wayback Machine. |                                             |        |   |

| Candidatos                                                                                    | Partidos                                    | Votos  | % |
| --------------------------------------------------------------------------------------------- | ------------------------------------------- | ------ | - |
| Florentino Ábrego                                                                             | Partido Panameñista                         | 18 372 |   |
| Miguel Fanovich (previamente impugnado)                                                       | Movimiento Liberal Republicano Nacionalista | 7438   |   |
| Rogelio Baruco (previamente impugnado)                                                        | Cambio Democrático                          | 5301   |   |
| Jaime Caballero                                                                               | Frente Amplio por la Democracia             | 1261   |   |
| José Luis Santamaría                                                                          | Independiente                               | 267    |   |
| José Porras                                                                                   | Partido Popular                             | 107    |   |
| Total de votos válidos                                                                        | Total de votos válidos                      | 32 746 |   |
| En blanco                                                                                     | En blanco                                   | 562    |   |
| Nulos                                                                                         | Nulos                                       | 432    |   |
| Total (Participación: 31,0 %)                                                                 | Total (Participación: 31,0 %)               | 33 740 |   |
| Fuente: Tribunal Electoral de Panamá Archivado el 22 de diciembre de 2014 en Wayback Machine. |                                             |        |   |

| Candidatos                                                                                | Partidos                                                         | Votos  | % |
| ----------------------------------------------------------------------------------------- | ---------------------------------------------------------------- | ------ | - |
| Athenas Athanasiadis                                                                      | Partido Revolucionario Democrático                               | 9617   |   |
| Manolo Ruiz (previamente impugnado)                                                       | Cambio Democrático y Movimiento Liberal Republicano Nacionalista | 9462   |   |
| Demetrio "Ramiro" Rodríguez                                                               | Frente Amplio por la Democracia                                  | 26     |   |
| Total de votos válidos                                                                    | Total de votos válidos                                           | 19 105 |   |
| En blanco                                                                                 | En blanco                                                        | 250    |   |
| Nulos                                                                                     | Nulos                                                            | 272    |   |
| Total (Participación: 49,8 %)                                                             | Total (Participación: 49,8 %)                                    | 19 627 |   |
| Fuente: Tribunal Electoral de Panamá Archivado el 10 de enero de 2015 en Wayback Machine. |                                                                  |        |   |

| Candidatos                                                                                | Partidos                                                         | Votos  | % |
| ----------------------------------------------------------------------------------------- | ---------------------------------------------------------------- | ------ | - |
| Jorge Alberto Rosas R.                                                                    | Partido Panameñista y Partido Popular                            | 8028   |   |
| Ana Giselle Rosas de Vallarino (previamente impugnada)                                    | Cambio Democrático y Movimiento Liberal Republicano Nacionalista | 6939   |   |
| Total de votos válidos                                                                    | Total de votos válidos                                           | 14 967 |   |
| En blanco                                                                                 | En blanco                                                        | 182    |   |
| Nulos                                                                                     | Nulos                                                            | 169    |   |
| Total (Participación: 66,2 %)                                                             | Total (Participación: 66,2 %)                                    | 15 318 |   |
| Fuente: Tribunal Electoral de Panamá Archivado el 10 de enero de 2015 en Wayback Machine. |                                                                  |        |   |

| Candidatos                                                                                | Partidos                                    | Votos  | % |
| ----------------------------------------------------------------------------------------- | ------------------------------------------- | ------ | - |
| Jorge Iván Arrocha                                                                        | Partido Panameñista                         | 15 235 |   |
| Omar Castillo (previamente impugnado)                                                     | Cambio Democrático                          | 8993   |   |
| Juan C. Salas                                                                             | Frente Amplio por la Democracia             | 194    |   |
| Nora Graell                                                                               | Movimiento Liberal Republicano Nacionalista | 47     |   |
| Total de votos válidos                                                                    | Total de votos válidos                      | 24 469 |   |
| En blanco                                                                                 | En blanco                                   | 237    |   |
| Nulos                                                                                     | Nulos                                       | 153    |   |
| Total (Participación: 40,0 %)                                                             | Total (Participación: 40,0 %)               | 24 859 |   |
| Fuente: Tribunal Electoral de Panamá Archivado el 10 de enero de 2015 en Wayback Machine. |                                             |        |   |

| Candidatos                                                                                | Partidos                      | Votos  | % |
| ----------------------------------------------------------------------------------------- | ----------------------------- | ------ | - |
| Carlos Santana                                                                            | Partido Panameñista           | 17 916 |   |
| Porfirio "Bolita" Ellis (previamente impugnado)                                           | Cambio Democrático            | 11 804 |   |
| Mara Bonilla                                                                              | Independiente                 | 401    |   |
| Total de votos válidos                                                                    | Total de votos válidos        | 30 121 |   |
| En blanco                                                                                 | En blanco                     | 1482   |   |
| Nulos                                                                                     | Nulos                         | 824    |   |
| Total (Participación: 50,7 %)                                                             | Total (Participación: 50,7 %) | 32 427 |   |
| Fuente: Tribunal Electoral de Panamá Archivado el 10 de enero de 2015 en Wayback Machine. |                               |        |   |

| Candidatos                                                                                | Partidos                                                         | Votos  | % |
| ----------------------------------------------------------------------------------------- | ---------------------------------------------------------------- | ------ | - |
| Héctor Aparicio (previamente impugnado)                                                   | Cambio Democrático y Movimiento Liberal Republicano Nacionalista | 11 238 |   |
| Luis "Guin" Ábrego                                                                        | Partido Revolucionario Democrático                               | 8621   |   |
| Santana Hernández                                                                         | Partido Panameñista y Partido Popular                            | 3213   |   |
| Mario Almanza                                                                             | Frente Amplio por la Democracia                                  | 87     |   |
| Fernando González Rodríguez                                                               | Independiente                                                    | 40     |   |
| Total de votos válidos                                                                    | Total de votos válidos                                           | 23 199 |   |
| En blanco                                                                                 | En blanco                                                        | 171    |   |
| Nulos                                                                                     | Nulos                                                            | 373    |   |
| Total (Participación: 49,9 %)                                                             | Total (Participación: 49,9 %)                                    | 23 733 |   |
| Fuente: Tribunal Electoral de Panamá Archivado el 10 de enero de 2015 en Wayback Machine. |                                                                  |        |   |

| Candidatos                                                                                | Partidos                                                         | Votos  | % |
| ----------------------------------------------------------------------------------------- | ---------------------------------------------------------------- | ------ | - |
| Manuel Cohen (previamente impugnado)                                                      | Cambio Democrático y Movimiento Liberal Republicano Nacionalista | 8170   |   |
| Guido Spadafora                                                                           | Partido Panameñista y Partido Popular                            | 6543   |   |
| Jaime "Bambi" González                                                                    | Partido Revolucionario Democrático                               | 4821   |   |
| Arnulfo Montilla                                                                          | Frente Amplio por la Democracia                                  | 33     |   |
| Total de votos válidos                                                                    | Total de votos válidos                                           | 19 567 |   |
| En blanco                                                                                 | En blanco                                                        | 89     |   |
| Nulos                                                                                     | Nulos                                                            | 170    |   |
| Total (Participación: 49,9 %)                                                             | Total (Participación: 49,9 %)                                    | 19 826 |   |
| Fuente: Tribunal Electoral de Panamá Archivado el 10 de enero de 2015 en Wayback Machine. |                                                                  |        |   |